# Striesa (Lebusa)

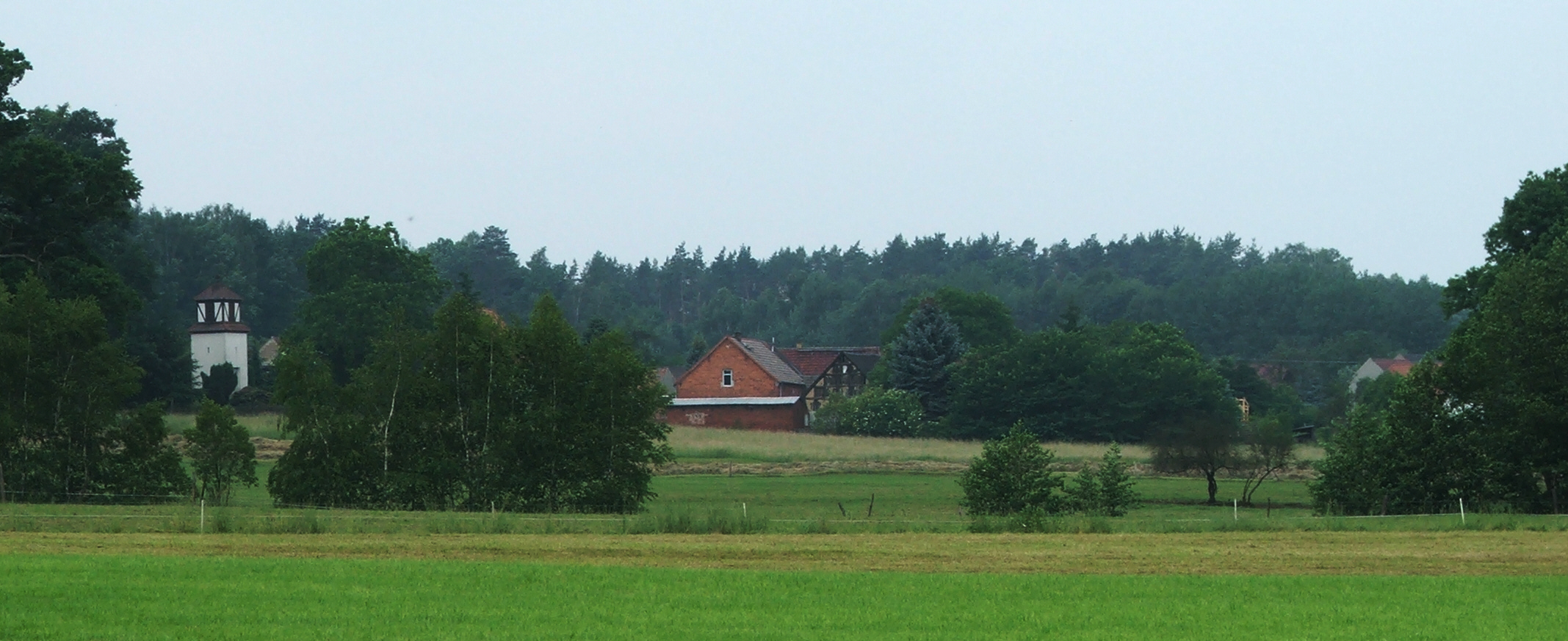
Striesa

Striesa ist ein Wohnplatz im Ortsteil Freileben der Gemeinde Lebusa im Amt Schlieben Landkreis Elbe-Elster im Bundesland Brandenburg.

## Geographie
Striesa liegt im Nordosten des Amtes Schlieben, an der Landstraße 70 zwischen Kolochau und Dahme. Der Ort ist von Nadel- und Mischwald umgeben. Westlich und nördlich des Ortes liegen Ackerflächen.

## Geschichte
1376 wurde der Ort erstmals in einer Urkunde als Strisow und Amtsdorf des Amtes Schlieben erwähnt.
In Striesa existierte 1474 ein aus einem Vorwerk hervorgegangenes Rittergut. Mit Beginn des 15. Jahrhunderts war der Ort Lehnbesitz der Familie von Drandorf. 1474 und 1529 werden in Striesa 11 Hüfner genannt, welche 20 Erbhufen bewirtschafteten. Außerdem gab es vier bis fünf Kossätenstellen.
Auf einer Anhöhe im Ort lag das von einem Blitz zerstörte Schloss. Das ehemalige Dorf lag an in einem kleinen Wiesental zwischen Weidmannsruher und Körbaer Anhöhen. Striesa hatte eine Kirche. Die Glocken der einstigen Kirche wurden Mitte des 19. Jahrhunderts an Schlieben verliehen, nachdem dort ein Blitzschlag den Kirchturm zerstörte.
1912 hatte Striesa 76 Einwohner und war ein Vorwerk vom Rittergut Lebusa. Am 1. Juli 1950 wurde Striesa in den neu entstandenen Ort Freileben eingemeindet.